# تريفور براون (لاعب كرة قاعدة)
تريفور براون (بالإنجليزية: Trevor Brown)‏ هو لاعب كرة قاعدة أمريكي، ولد في 15 نوفمبر 1991 في نيوهال ‏ في الولايات المتحدة.

## وصلات خارجية
- تريفور براون على موقع دوري كرة القاعدة الرئيسي (الإنجليزية)
- تريفور براون على موقعبيزبول رفرنس.كوم (الدوري الرئيسي) (الإنجليزية)
- تريفور براون على موقعبيزبول رفرنس.كوم (الدوري الثانوي) (الإنجليزية)
- تريفور براون على موقع إي إس بي إن.كوم (أم.أل.بي) (الإنجليزية)
- تريفور براون على موقع مشجعي الرسوم البيانية (الإنجليزية)